# Tisbe histriana
Tisbe histriana is een eenoogkreeftjessoort uit de familie van de Tisbidae. De wetenschappelijke naam van de soort is voor het eerst geldig gepubliceerd in 1961 door Marcus & Por.